# Ратленд (містечко, Вермонт)
Ратленд (англ. Rutland) — місто (англ. town) в США, в окрузі Ратленд штату Вермонт. Населення — 3924 особи (2020).

## Демографія
Згідно з переписом 2010 року, у місті мешкали 4054 особи в 1754 домогосподарствах у складі 1141 родини. Було 1871 помешкання
Расовий склад населення:
| - 97,9 % — білих - 0,8 % — азіатів - 0,4 % — чорних або афроамериканців - 0,1 % — корінних американців |

До двох чи більше рас належало 0,6 %. Частка іспаномовних становила 0,9 % від усіх жителів.
За віковим діапазоном населення розподілялося таким чином: 18,4 % — особи молодші 18 років, 57,0 % — особи у віці 18—64 років, 24,6 % — особи у віці 65 років та старші. Медіана віку мешканця становила 50,9 року. На 100 осіб жіночої статі у місті припадало 89,9 чоловіків;  на 100 жінок у віці від 18 років та старших — 86,6 чоловіків також старших 18 років.
Середній дохід на одне домашнє господарство  становив 77 528 доларів США (медіана — 57 255), а середній дохід на одну сім'ю — 111 681 долар (медіана — 90 361). Медіана доходів становила 50 202 долари для чоловіків та 49 222 долари для жінок. За межею бідності перебувало 6,8 % осіб, у тому числі 0,8 % дітей у віці до 18 років та 6,5 % осіб у віці 65 років та старших.
Цивільне працевлаштоване населення становило 1977 осіб. Основні галузі зайнятості: освіта, охорона здоров'я та соціальна допомога — 33,5 %, роздрібна торгівля — 13,3 %, науковці, спеціалісти, менеджери — 9,0 %, мистецтво, розваги та відпочинок — 8,5 %.